# عبدالامیر نگهبان
عبدالامیر نگهبان سیاست‌مدار ایرانی بود، که در دوره ششم مجلس شورای ملی بعنوان نماینده اهواز از استان خوزستان در مجلس شورای ملی حضور داشت. همسر عبدالامیر نگهبان دختر شیخ خزعل کعبی بود. حاصل این ازدواج عزت‌الله نگهبان، از بنیانگذاران باستان‌شناسی ایران، بود.